# Max Thurian

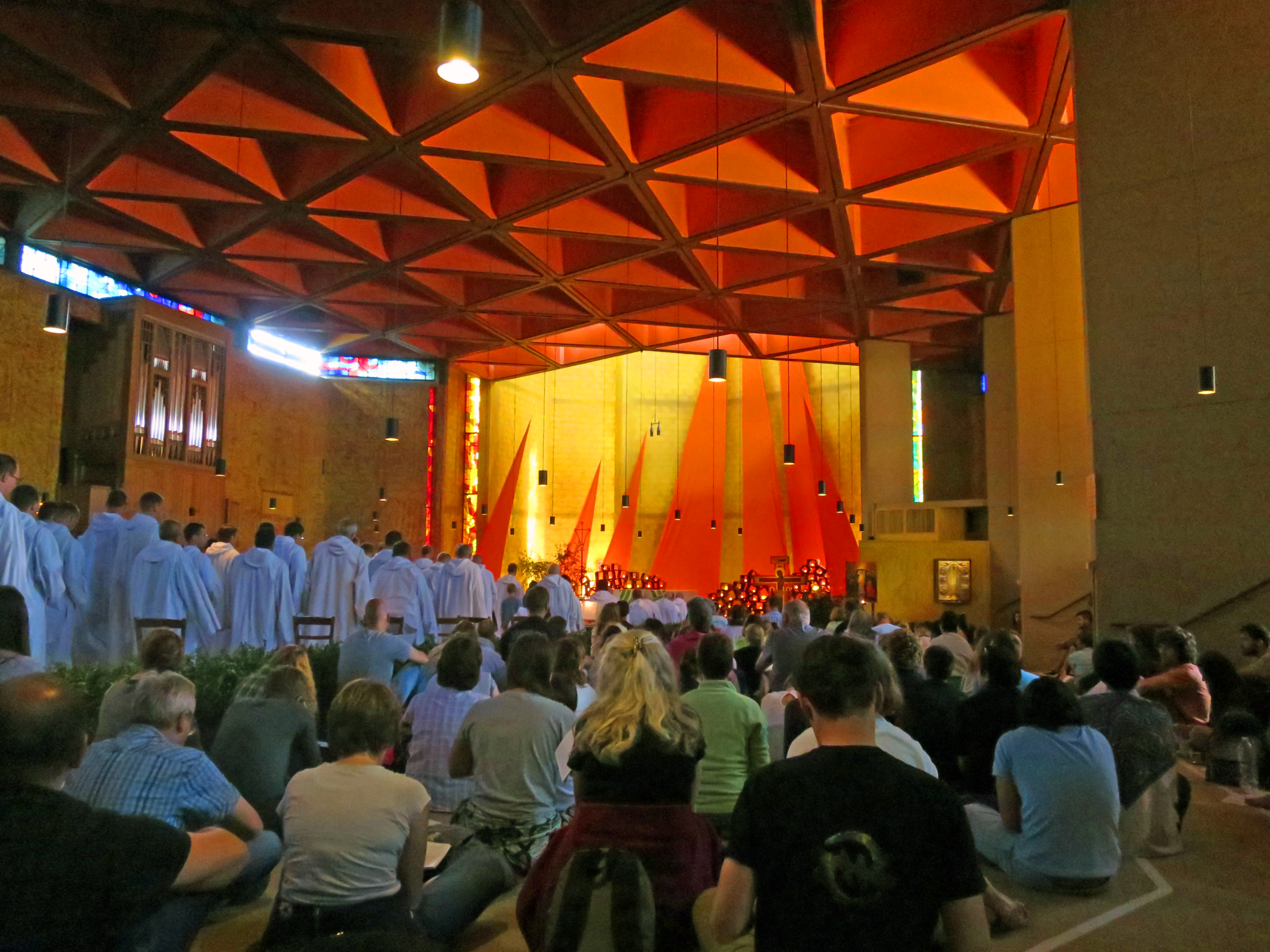
Bracia w Kościele pojednania w Taizé

Max Thurian (ur. 16 sierpnia 1921 w Genewie, zm. 15 sierpnia 1996 tamże) – szwajcarski teolog chrześcijański, członek ekumenicznej Wspólnoty Taizé. Pod koniec życia przeszedł na katolicyzm. Mając 66 lat przyjął święcenia kapłańskie.

## Działalność
Odbył studia teologiczne w Genewie. W 1942 r. poznał Rogera Schütza i razem z nim oraz Pierre'em Souvairanem rozpoczął w Genewie życie wspólnotowe, które dało początek Wspólnocie Taizé. W październiku 1944 r. razem z braćmi przybył do Taizé, gdzie Wspólnota kontynuowała swoje powołanie. W dniu 17 lutego 1946 r. ordynowany w Genewie na pastora kościoła reformowanego. Był jednym z pierwszych siedmiu braci, którzy w dniu 17 kwietnia 1949 r. złożyli we Wspólnocie Taizé śluby wieczyste. W Taizé poświęcił się badaniom teologicznym i liturgicznym. był również zastępcą przeora. Uczestniczył w spotkaniach Grupy z Dombes,
Wraz z bratem Rogerem na zaproszenie papieża Jana XXIII był obserwatorem na Soborze Watykańskim II. Na zaproszenie papieża Pawła VI współpracownik tzw. "Consilium" – watykańskiej rady, która przygotowywała projekt Nowego Mszału Rzymskiego. Od 1970 r. doradca komisji "Wiara i ustrój" Światowej Rady Kościołów, na jej zlecenie kierował redakcją tzw. Dokumentu z Limy na temat ekumenicznych aspektów Chrztu, Eucharystii i Posługi w Kościele (w skrócie: BEM od "Baptême, Eucharistie, Ministère"). Dokument był pierwszym w historii nowożytnej tekstem na temat Eucharystii, który w znacznym stopniu zbliżył stanowiska tak licznych Kościołów i wspólnot chrześcijańskich. Stało się to możliwe głównie, dzięki przywróceniu w teologii Eucharystii na nowo pojęcia pamiątki (gr. anamensis). To Max Thurian właśnie był głównym promotorem tego terminu. Poświęcił mu klasyczną już dziś książkę L'Eucharistie. Mémorial du Seigneur. Sacrifice d'action de grâce et d'intercession - wydaną pod koniec lat 50.
Wychowany jako protestant (kalwinista), w wieku 66 lat przeszedł na katolicyzm i równocześnie 3 maja 1987 r. przyjął w Neapolu święcenia kapłańskie. Do przyjaciół z ekumenicznej Grupy z Dombes napisał: "Od dawna w głębi duszy czuję się katolikiem". Przez papieża Jana Pawła II został w dniu 30 września 1992 r. mianowany członkiem Międzynarodowej Komisji Teologicznej, a następnie konsultorem Kongregacji ds. Duchowieństwa.

## Dzieła i przekłady na j. polski
Był autorem szeregu prac teologicznych, m.in.:
- Joie du Ciel sur la Terre : Introduction a la vie liturgique, 1946
- La Confession, 1953
- Mariage et célibat, 1955
- La Confirmation – Consécration des laïcs, 1957
- L'Eucharistie. Mémorial du Seigneur. Sacrifice d'action de grâce et d'intercession, 1959
- L'Unité visible des chrétiens et la tradition, 1961
- Marie. Mére du Seigneur. Figure de l'Eglise, 1963, po polsku Maryja Matka Pana. Figura Kościoła, wyd. 1990
- Amour et vérité se rencontrent, 1964
- Le pain unique, 1967
- La Foi en crise, 1968
- Sacerdoce et ministère. Recherche œcuménique, 1970
- Vers L'Intercommunion, 1970
- L'homme moderne et la vie spirituelle, 1970, po polsku Człowiek współczesny i życie wewnętrzne w: O Eucharystii i modlitwie, wyd. 1987
- L'Essentiel de la foi, 1972
- Confession, sacrement et réconciliation, 1977
- Le mystére de l'eucharistie. Une approche oecuménique, 1981, po polsku Tajemnica Eucharystii. Spojrzenie ekumeniczne w: O Eucharystii i modlitwie, wyd. 1987
- The Churches Respond to Baptism, Eucharist and Ministry Text, 1986
- L'identita del sacerdote, 1993, po polsku Tożsamość kapłana, wyd. 1996
- Le prêtre configuré au Christ, 1994